# Bahnhofstraße 50 (Springe)

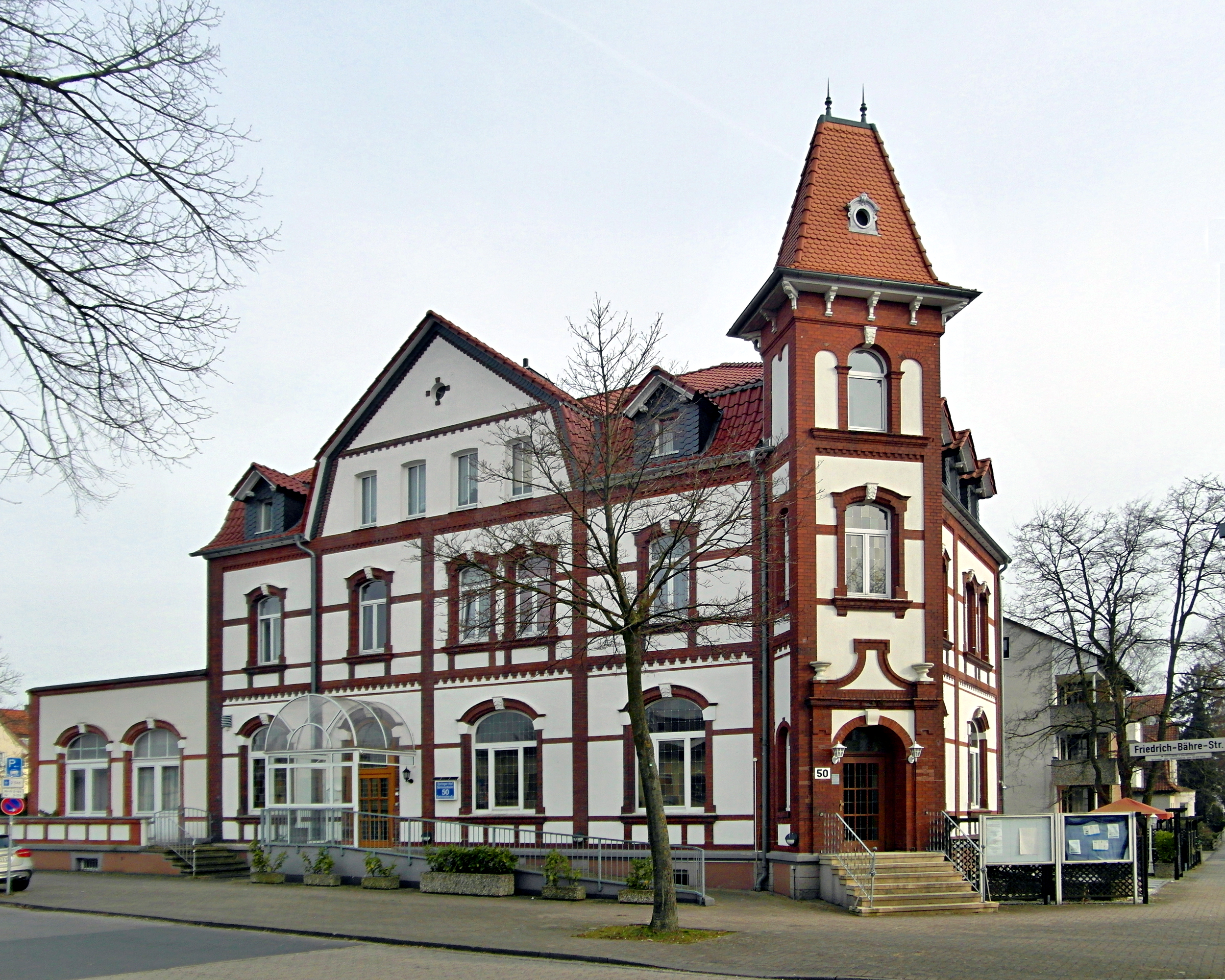
Blick auf das Wohn- und Geschäftshaus mit seiner ehemaligen Bahnhofsgaststätte entlang der Friedrich-Bähre-Straße

Bahnhofstraße 50 lautet die Adresse der in Springe, Region Hannover, gelegenen ehemaligen Bahnhofsgaststätte der Stadt am Deister. Das zeitweilig auch als Hotel genutzte Gebäude wurde Ende des 19. Jahrhunderts außerhalb der ehemaligen Stadtbefestigung im nördlichen Erweiterungsgebiet Springes errichtet.

## Geschichte und Beschreibung
Das denkmalgeschützte Wohn- und Geschäftshaus wurde 1890 als Massivbau gegenüber dem Bahnhof der Stadt errichtet. Optisch gegliedert wurde das Gebäude durch Putzfelder und Lisenen sowie den aus Ziegelsteinen geformten, umlaufenden Gesimsbändern.
Der über einen Treppenaufgang erschlossene Eingang im Hochparterre des Hauses erhielt seine Betonung durch einen darüber errichteten Eckturm.
Gegen Ende des Zweiten Weltkrieges, als das Gebäude als Bahnhofshotel Gröne genutzt wurde, beschlagnahmten die Alliierten ab dem 9. April 1945 das Haus Nummer 50 wie auch andere Gebäude in der Springer Bahnhofstraße insbesondere zur Unterbringung und Versorgung englischer Soldaten.
Spätestens 1948 war das Gebäude wieder Gaststätte. Es diente zudem als Spielstätte eines Tischtennisclubs.
Seit 1977 wird das Gebäude als Alters- und stationäres Pflegeheim betrieben.